# Louis Couperus
Louis Marie Anne Couperus (L'Aia, 10 giugno 1863 – De Steeg, 16 luglio 1923) è stato uno scrittore e poeta olandese, considerato una delle figure più importanti della letteratura olandese.

## Naturalismo
Couperus nacque in una famiglia aristocratica nel 1863 all'Aia. Trascorse gran parte della sua infanzia nelle Indie Orientali Olandesi e frequentò la scuola a Batavia (oggi Giacarta, in Indonesia). Molti membri della sua famiglia erano funzionari del governo locale. Tornato all'Aia nel 1878, pubblicò alcuni libri di poesie che ottennero poco successo e poca attenzione dalla critica. Couperus arrivò alla fama con la pubblicazione del suo primo romanzo, Eline Vere (1888), un romanzo naturalista ispirato alle opere di scrittori francesi come Émile Zola e Gustave Flaubert. Il suo romanzo del 1891, Noodlot (Il destino), fu molto ammirato da Oscar Wilde e molti hanno notato delle somiglianze tra questo romanzo e Il ritratto di Dorian Gray di Wilde.

## Opere successive

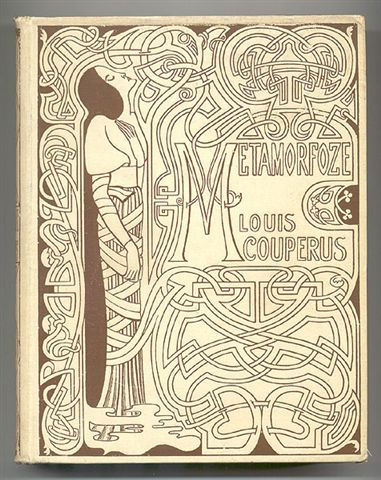
Copertina di Metamorfoze disegnata da Jan Toorop

Couperus diventò molto famoso con i suoi romanzi Majesteit (Maestà, 1893) e Wereldvrede (Pace del mondo, 1895), entrambi ambientati nell'Europa moderna minacciata dall'anarchismo. Anche la sua favola Psyche (1898) è stata ristampata spesso. Metamorfoze (1897), una velata autobiografia, non ebbe grande successo, nonostante la bella rilegatura Art Nouveau disegnata da Jan Toorop.
Tra le ultime opere di Couperus ci sono De Stille Kracht (La forza silenziosa, 1900) e De Berg van Licht (La montagna di luce, 1906), un romanzo decadente ambientato nell'Impero romano all'apice della sua potenza. I suoi romanzi psicologici, come De Boeken der Kleine Zielen (I romanzi delle piccole anime, 1901-1902) e Van Oude Menschen, de Dingen, die Voorbij gaan... (Vecchie persone, le cose che passano..., 1906), ebbero molto successo nei paesi anglofoni dopo la prima guerra mondiale. I suoi romanzi storici erano famosi in Germania. I suoi libri sono stati tradotti in molte altre lingue, come il francese e l'italiano, le lingue scandinave, l'ungherese, il ceco e negli ultimi anni persino l'urdu. I libri di Couperus richiamarono l'attenzione sia all'estero sia nei Paesi Bassi calvinisti.
Nel 1923 gli è stato conferito il Premio Tollens.

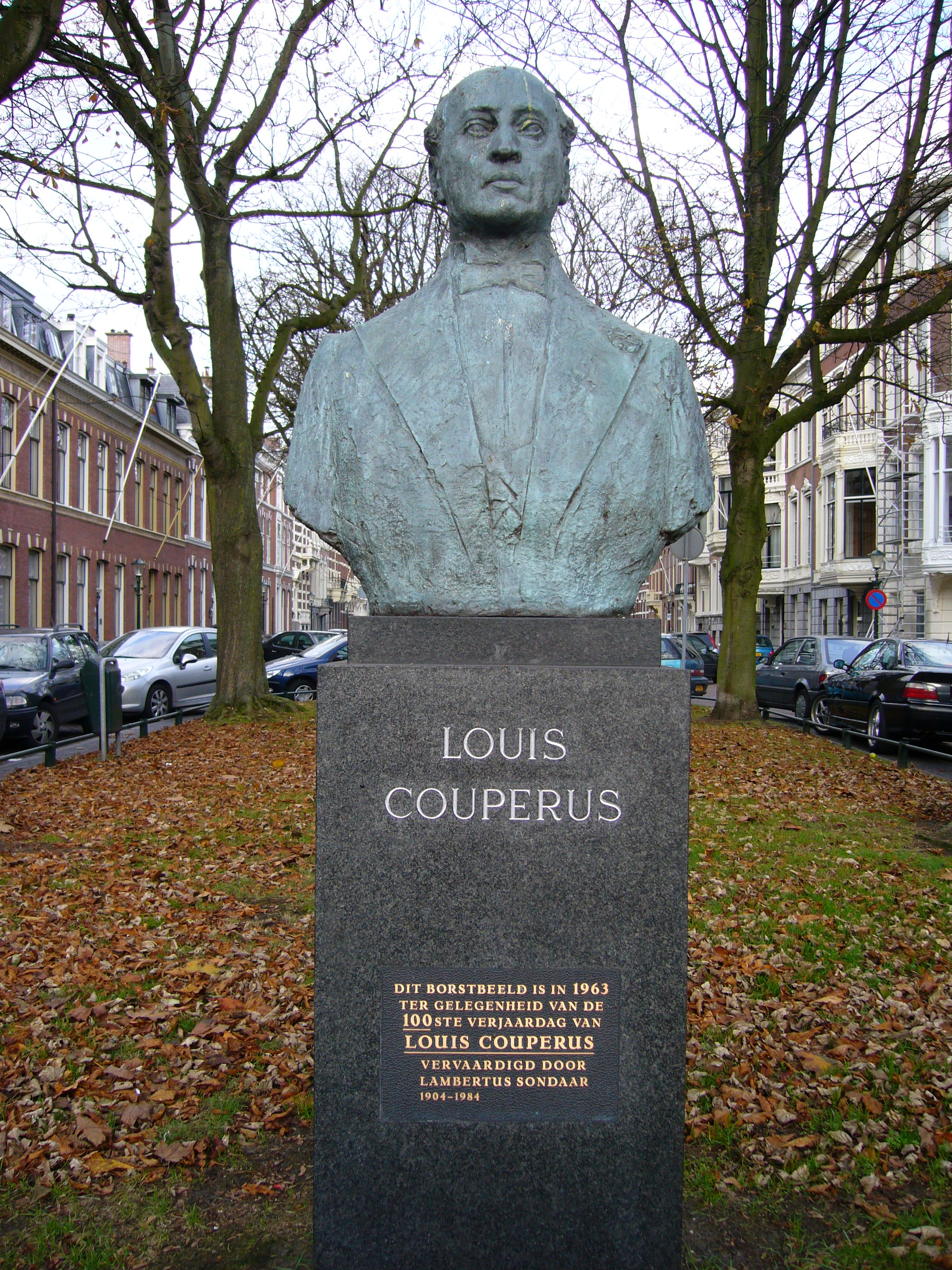
Statua di Louis Couperus nella Surinamestraat, L'Aia
Foto: P.L. van Till

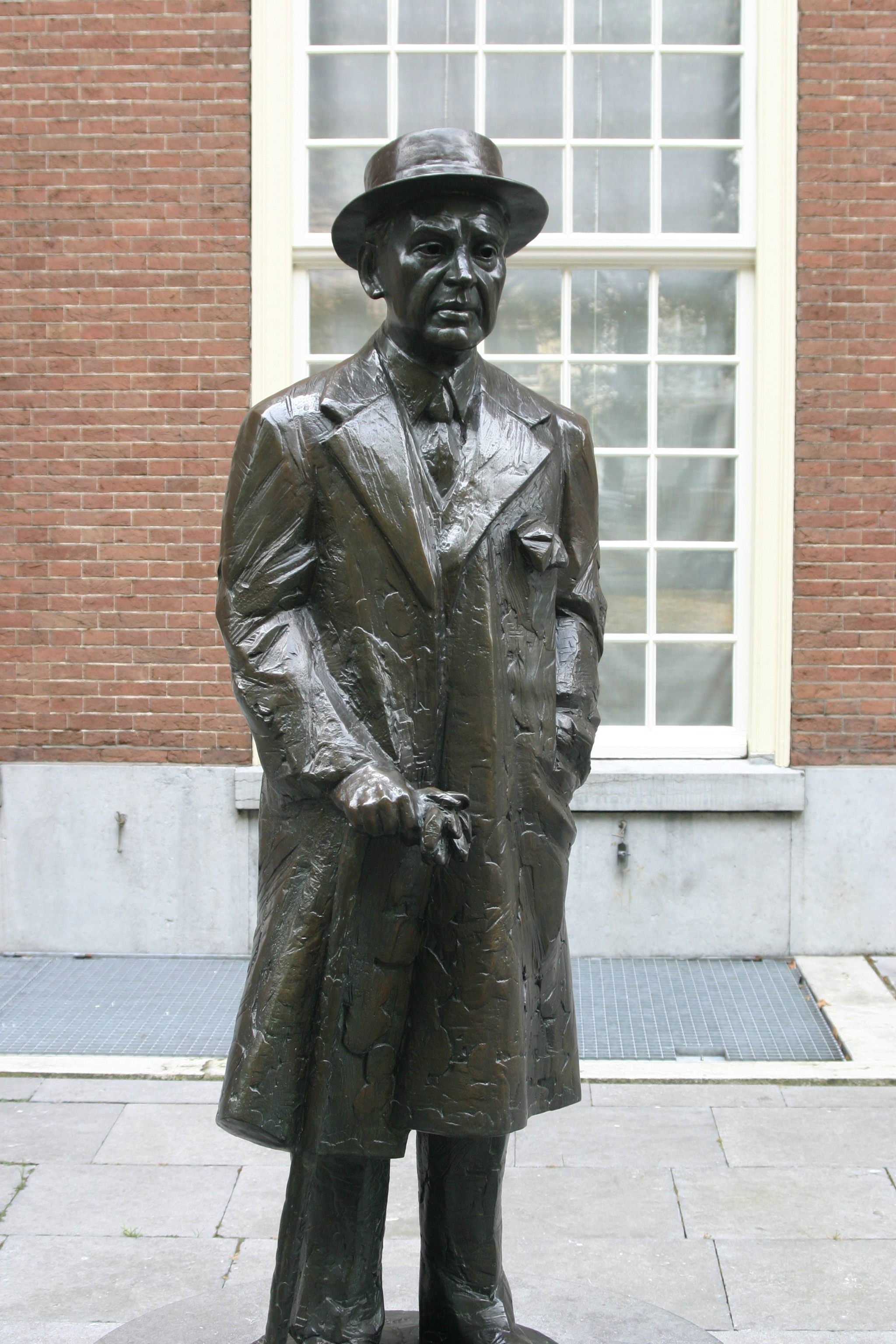
Statua di Louis Couperus (Kees Verkade 1998), L'Aia

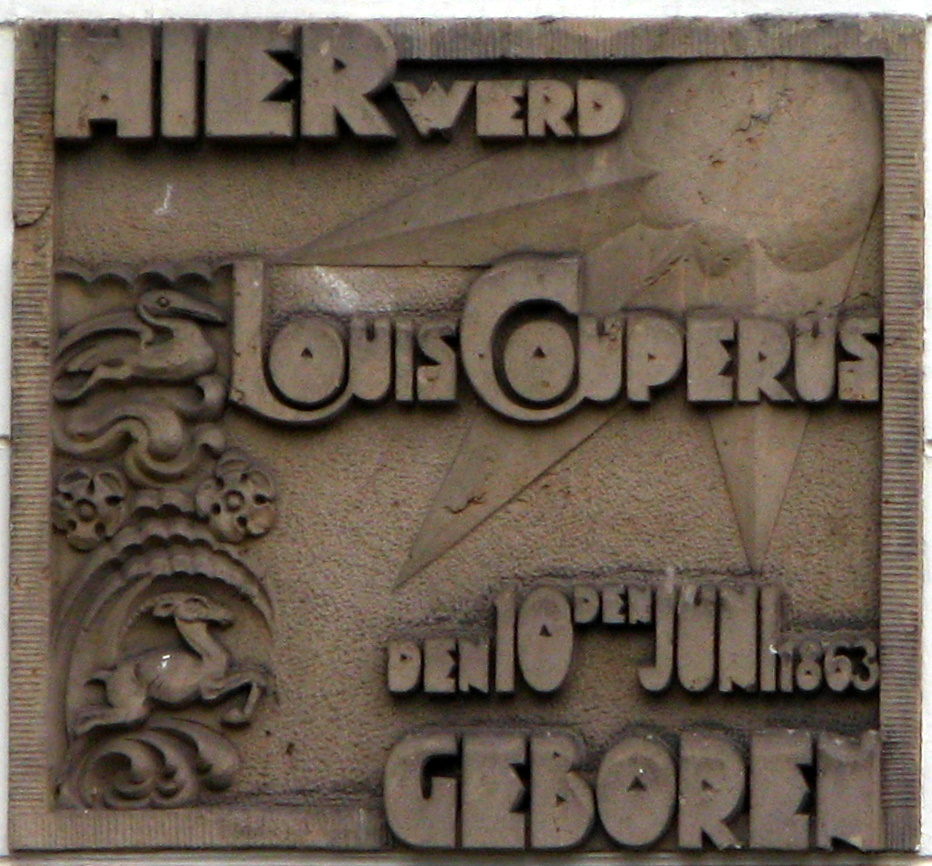
Casa natale di Louis Couperus, L'Aia

## Vita personale
Sono stati pubblicati cinquanta romanzi e volumi di racconti di Couperus. Il famoso scrittore e sua moglie vissero la maggior parte della loro vita in alberghi e ville affittate in Francia e in Italia. Tutti i loro beni e i libri di Louis venivano trasportati in enormi bauli e casse.
Couperus sposò sua nipote Elisabeth Baud (figlia di una sua cugina) nel 1891. Si stabilirono a Venezia, dove rimasero fino al 1910, e cominciarono a viaggiare per tutta l'Italia. Frequentò spesso la casa-atelier di Via Nomentana a Roma dello scultore Pier Pander che fu crocevia di intellettuali e artisti olandesi. Couperus probabilmente era omosessuale ma le rigide convenzioni dell'epoca e la sua natura timida lo trattennero dallo scegliere di vivere una vita consona alla sua natura. Anche i pettegolezzi dell'epoca e la scelta di soggetti omoerotici (Oscar Wilde, Eliogabalo, lottatori sulla riviera) suggeriscono che Couperus fosse omosessuale. Dopo la sua morte la moglie fece sparire tutte le lettere e altri riferimenti alla vita privata del marito.
Arguto narratore e fine commentatore, Couperus continuò a pubblicare con grande successo di critica e vendite fino alla morte per sepsi nel 1923.

## Opere
- Een lent van vaerzen (1884) (A Ribbon of Poems)
- Orchideeën (1886) (Orchidee)
- Eline Vere (1889)
- Noodlot (1890) (Destino)
- Extaze. Een boek van geluk (1892) (Estasi. Un libro di felicità)
- Eene illuzie (1892) (Un'illusione)
- Majesteit (1893) (Maestà)
- Reis-impressies (1894) (Impressioni di viaggio)
- Wereldvrede (1895) (Pace del mondo)
- Williswinde (1895)
- Hooge troeven (1896) (Arcani Maggiori)
- De verzoeking van den H. Antonius (1896) (La tentazione di Sant'Antonio)
- Metamorfoze (1897) (Metamorfosi)
- Psyche (1898)
- Fidessa (1899)
- Langs lijnen van geleidelijkheid (L'inevitabile) (1900)
- De stille kracht (1900) (La forza silenziosa)
- Babel (1901)
- De boeken der kleine zielen. De kleine zielen (1901) (I libri delle piccole anime)
- De boeken der kleine zielen. Het late leven (1902) (I libri delle piccole anime. La vita successiva)
- De boeken der kleine zielen. Zielenschemering (1902) (La vita delle piccole anime. Il crepuscolo delle anime)
- De boeken der kleine zielen. Het heilige weten (1903) (Il libro delle piccole anime. La conoscenza sacra)
- Over lichtende drempels (1902) (Soglie luminose)
- God en goden (1903) (Dio e gli dei)
- Dionyzos (1904)
- De berg van licht (1905/6) (La montagna della luce)
- Van oude menschen, de dingen, die voorbij gaan... (1906) (Vecchie persone, le cose che passano..., 1906)
- Aan den weg der vreugde (1908) (Sulla strada per la felicità)
- Van en over mijzelf en anderen. Eerste bundel (1910) (Io e altri)
- Van en over mijzelf en anderen. Tweede bundel (1914) (Io e altri II)
- Van en over mijzelf en anderen. Derde bundel (1916) (Io e altri III)
- Van en over mijzelf en anderen. Vierde bundel (1917) (Io e altri IV)
- Antieke verhalen, van goden en keizers, van dichters en hetaeren (1911) (Antiche storie di dei e imperatori, poeti ed etère)
- Korte arabesken (1911) (Brevi arabeschi)
- Antiek toerisme. Roman uit Oud-Egypte (1911) (Il turismo. Romanzo dell'antico Egitto)
- De zwaluwen neêr gestreken... (1911) (Le terre vuote)
- Schimmen van schoonheid (1912) (Shadows of Beauty)
- Uit blanke steden onder blauwe lucht. Eerste bundel (1912) (Dalle città bianche sotto l'aria blu. Prima raccolta)
- Uit blanke steden onder blauwe lucht. Tweede bundel (1913)(Dalle città bianche sotto l'aria blu. Seconda raccolta)
- Herakles (1913)
- Van en over alles en iedereen (1915) (Su tutto e tutti)
- De ongelukkige (1915) (L'infelice)
- De komedianten (1917) (I commedianti)
- Jan en Florence (1917) (Jan an Florence)
- Wreede portretten (1917) (Ritratti crudeli)
- Der dingen ziel (1918) (Cose dell'anima)
- Brieven van den nutteloozen toeschouwer (1918) (Lettere dallo spettatore inutile)
- Legende, mythe en fantazie (1918) (Leggenda, mito e fantasia)
- De verliefde ezel (1918) (L'asino innamorato)
- De ode (1919) (L'ode)
- Xerxes of de hoogmoed (1919)
- Iskander. De roman van Alexander den Groote (1920) (Iskader. Il romanzo di Alessandro Magno)
- Lucrezia (1920)
- Met Louis Couperus in Afrika (1921) (Con Louis Couperus in Africa)
- Het zwevende schaakbord (1922) (La scacchiera volante)
- Oostwaarts (1923) (Verso est)
- Proza. Eerste bundel (1923) (Prosa)
- Proza. Tweede bundel (1924)
- Proza. Derde bundel (1925)
- Het snoer der ontferming (1924) (Il filo della compassione)
- Nippon (1925)